# Зельдович, Яков Борисович
Я́ков Бори́сович Зельдо́вич (23 февраля [8 марта] 1914, Минск, Минская губерния, Российская империя — 2 декабря 1987, Москва) — советский физик и физикохимик. Академик АН СССР (1958; член-корреспондент 1946), доктор физико-математических наук, профессор.
Трижды Герой Социалистического Труда (1949, 1954, 1956). Лауреат Ленинской премии (1956) и четырёх Сталинских премий (1943, 1949, 1951, 1953).

## Биография
Родился в семье помощника присяжного поверенного и присяжного стряпчего еврея Бера Нохимовича (Бориса Наумовича) Зельдовича (1889—1943) и переводчицы с французского языка еврейки Анны Петровны Кивелиович (1890, Новогрудок — 1975). Оба деда (по отцу — Нохим Беркович Зельдович, по матери — Перец Мовшевич Кивелиович) были лесоторговцами.
Учился экстерном на физико-математическом факультете Ленинградского государственного университета, который не окончил; позднее посещал лекции физико-механического факультета Ленинградского политехнического института. В 1934 году был принят в аспирантуру Института химической физики АН СССР в Ленинграде.
В 1936 году защитил кандидатскую диссертацию на тему «Вопросы адсорбции».
В 1939 году защитил докторскую диссертацию на тему «Окисление азота при горении».
С 1938 года заведовал лабораторией в Институте химической физики АН СССР. В конце августа 1941 года вместе с институтом был эвакуирован в Казань. В 1943 году вместе с лабораторией переведён в Москву. С 1946 по 1948 год заведовал теоретическим отделом Института химической физики. Одновременно, по 1948 год, — профессор МИФИ.
Один из создателей атомной бомбы (29 августа 1949 года) и водородной бомбы (1953) в СССР.
Наиболее известны труды Якова Борисовича по физике горения и взрыва, детонации, ядерной физике, астрофизике, космологии.
Внёс крупнейший вклад в развитие теории горения. Едва ли не все его работы в этой области стали классическими: теория зажигания накалённой поверхностью; теория теплового распространения ламинарного пламени в газах; теория пределов распространения пламени; теория горения конденсированных веществ и другие.
Зельдовичем была предложена модель (модель Зельдовича — Неймана — Дёринга) распространения плоской детонационной волны в газе: фронт ударной волны адиабатически сжимает газ до температуры, при которой начинаются химические реакции горения, поддерживающие, в свою очередь, устойчивое распространение ударной волны.
В 1939 году Я. Б. Зельдович и Ю. Б. Харитон впервые осуществили расчёт кинетики цепной реакции деления в водном растворе урана.
В 1955 году подписал «Письмо трёхсот».

Могила Зельдовича на Новодевичьем кладбище Москвы

Зельдович и Солпитер в 1964 году первыми (независимо друг от друга) выдвинули предположение (теперь ставшее общепринятым), что источниками энергии квазаров служат аккреционные диски вокруг массивных чёрных дыр.
В работах Зельдовича по космологии основное место занимала проблема образования крупномасштабной структуры Вселенной. Учёный исследовал начальные стадии расширения Вселенной. Вместе с сотрудниками построил теорию взаимодействия горячей плазмы расширяющейся Вселенной и излучения, создал теорию роста возмущений в «горячей» Вселенной в ходе космологического расширения, рассмотрел некоторые вопросы, связанные с возникновением галактик в результате гравитационной неустойчивости этих возмущений; показал, что возникающие образования высокой плотности, которые являются, вероятно, протоскоплениями галактик, имеют плоскую форму.
В сотрудничестве с Р. А. Сюняевым создал теорию рассеяния реликтового излучения на электронах и предсказал физическое явление, известное под названием эффекта Сюняева — Зельдовича.
Ряд предсказанных Зельдовичем эффектов получили экспериментальное подтверждение. В конце XX — начале XXI века были открыты гигантские пустые области во Вселенной, окружённые сгущениями галактик, и обнаружено понижение яркостной температуры реликтового радиоизлучения в направлениях на скопления галактик с горячим межгалактическим газом (эффект Сюняева — Зельдовича).
Соавтор нескольких научных открытий, которые занесены в Государственный реестр открытий СССР:
- «Явление удержания медленных нейтронов» под № 171 с приоритетом от 3 апреля 1959 года[13].
- «Явление образования и распада сверхтяжёлого гелия — гелия-8» под № 119 с приоритетом от 22 октября 1959 года[13].
- «Закон сохранения векторного тока в слабых взаимодействиях элементарных частиц» под № 135 с приоритетом от 8 июня 1955 года[13].
- «Явление образования ударных волн разрежения» под № 321 с приоритетом от 5 сентября 1945 года[14].

В 1963 году написал учебник по математике — «Высшая математика для начинающих и её приложения к физике».
Учебник подвергался жёсткой критике со стороны математиков, тем не менее пережил множество переизданий с дополнениями и исправлениями, самое известное: «Высшая математика для начинающих физиков и техников» (совместно с И. М. Ягломом).
Вместе с И. Д. Новиковым написал ставшие классическими монографии «Теория тяготения и эволюция звёзд» и «Строение и эволюция Вселенной».
В целом научное наследие насчитывает 490 научных работ, более 30 монографий и учебников, многие из которых вышли в нескольких изданиях и переводах.
Умер в Москве 2 декабря 1987 года. Похоронен на 10-м участке Новодевичьего кладбища.

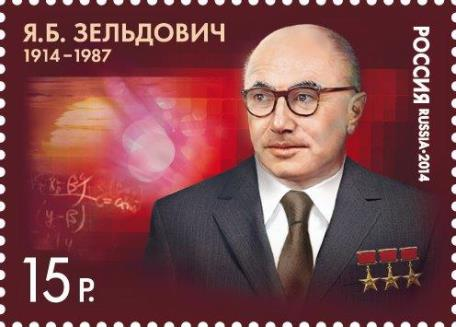
Почтовая марка России 2014 года, посвящённая Я. Б. Зельдовичу

## Память
Именем Зельдовича названа улица в Москве, ведущая от Ленинского проспекта к Институту химической физики РАН.
На родине Зельдовича в городе Минске установлен его бронзовый бюст на улице Сурганова, как дважды Герою Социалистического Труда до получения третьей медали Героя Соцтруда.
В его честь учреждены медали:
- Золотая медаль Зельдовича — вручается международным Институтом горения[англ.] с 1990 года за выдающиеся достижения в теории горения или детонации[17]:
- Медаль Зельдовича (Комитет по космическим исследованиям и РАН) — вручается с 1990 года[18]:
- Золотая медаль имени Я. Б. Зельдовича, учреждена РАН в 2014 году, первое вручение состоялось в 2015 году[19].

9 мая 2001 года в честь Я. Б. Зельдовича астероиду, открытому 29 августа 1973 года Т. М. Смирновой в Крымской астрофизической обсерватории, присвоено наименование «11438 Зельдович».
В 2014 году была проведена Международная конференция «Космология и релятивистская астрофизика (Зельдович — 100)» в честь его столетия.
В 2020 году на территории НИЯУ «МИФИ» открыт Памятник создателям советского атомного проекта работы скульптора Александра Миронова в который включена скульптура Якова Борисовича Зельдовича.

## Награды и почётные звания
- трижды Герой Социалистического Труда (29 октября 1949, 4 января 1954, 11 сентября 1956)
- три ордена Ленина (29 октября 1949, 7 марта 1962, 7 марта 1974)
- орден Октябрьской революции (7 марта 1984)
- два ордена Трудового Красного Знамени (10 июня 1945, 7 марта 1964)
- орден «Знак Почёта» (7 марта 1954)
- Ленинская премия (7 сентября 1956)
- Сталинская премия II степени (22 марта 1943) — за работы по теории горения и детонации
- Сталинская премия I степени (29 октября 1949) — за создание атомной бомбы
- Сталинская премия (6 августа 1951)
- Сталинская премия I степени (31 декабря 1953) — за научно-техническое руководство созданием изделий РДС-6с, РДС-4 и РДС-5
- Почётные медали Н. Мансона (1977) и им. Б. Льюиса (1984) — за работы по газодинамике взрывов и ударным волнам
- Золотая медаль им. И. В. Курчатова АН СССР (1977)
- Золотая медаль им. К. Брюс Тихоокеанского астрономического общества (1983)
- Золотая медаль Королевского астрономического общества (1984)
- Золотая медаль Бернарда Льюиса[англ.] Международного института горения (1984) — за выдающиеся исследования в области кинетики процессов горения[24]
- Медаль Дирака Международного центра теоретической физики (1985)
- Премия имени А. А. Фридмана (2002) —за серию работ «Эффект понижения яркости реликтового излучения в направлении на скопления галактик»
- Иностранный член Германской академии естествоиспытателей «Леопольдина» (1972)
- Иностранный член Американской академии искусств и наук (1975)
- Иностранный член Лондонского королевского общества (1979)
- Иностранный член Национальной академии наук США (1979)
- Иностранный член Венгерской академии наук (1983)
- почётный член ряда физических обществ и университетов

## Воспоминания

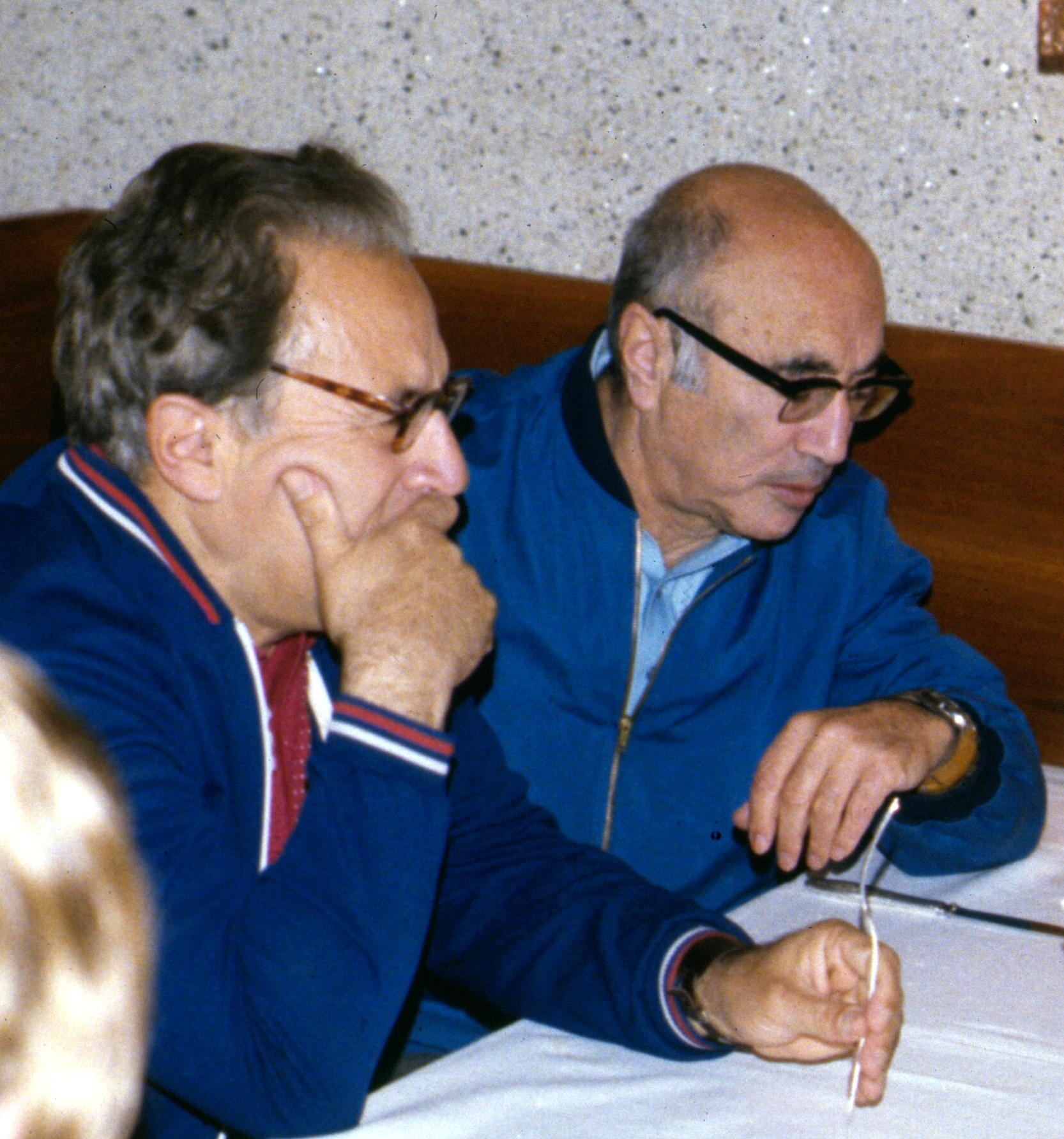
И. С. Шкловский и Я. Б. Зельдович (1977)

Первый сборник воспоминаний о Я. Б. З. «Знакомый незнакомый Зельдович» вышел в 1993 году. В 2008 году он был переиздан под заглавием «Яков Борисович Зельдович (воспоминания, письма, документы)», дополненный воспоминаниями участников Атомного проекта СССР и ряда зарубежных учёных.
Из воспоминаний академика Ю. Б. Харитона: «Для меня годы, проведённые в тесном контакте с ним, дружба, которая соединяла нас долгие годы, останутся годами огромного счастья. Решая какую-нибудь сложную проблему, мучаясь над нею, в глубине души я всегда знал, что есть Зельдович. Стоило прийти к нему, и он всегда находил решение любого самого сложного вопроса, причём делалось это ещё и красиво, изящно» (стр. 107 в, стр. 93 в).
Подробности участия Я. Б. Зельдовича в Атомном проекте СССР можно найти в книгах Б. С. Горобца и, в сборнике воспоминаний о Ю. Б. Харитоне. См. также(стр. 92-113).

## Семья
Жёны:
Варвара Павловна Зельдович (Константинова) (1907—1976), сестра Б. П. Константинова и А. П. Константинова.
Анжелика Яковлевна Васильева.
Инесса Юрьевна Черняховская.
Дети: Ольга Яковлевна Зельдович (род. 1938), физик, Марина Зельдович (Овчинникова) (1939—2018), физик, Борис Яковлевич Зельдович (1944—2018), физик.
Дочь Зельдовича в его гражданском браке с Людмилой Варковицкой (1913—1987), лингвистом, дочерью писательницы Лидии Варковицкой — Александра Варковицкая (род. 1945), физик.
Дочь Зельдовича в его гражданском браке с Ольгой Константиновной Ширяевой (1911—2000) — Анна Ширяева (род. 1951), экономист-математик.
Сын Зельдовича в его гражданском браке с Ниной Николаевной Агаповой (1928—1977) — Леонид Агапов (1958—2016), физик.